# Clichê Adolescente (canção)
"Clichê Adolescente" é uma canção da cantora Manu Gavassi, contida em seu segundo álbum de estúdio de mesmo título (2013). Foi lançada como primeiro single do álbum em 22 de abril de 2013, através da Midas Music.

## Antecedentes e lançamento
Em 2011, após o estouro com o lançamento do seu 1º álbum, Gavassi lança a faixa "Odeio" que estaria presente para o segundo álbum, porém em seguida foi anunciado que ela relançaria seu primeiro álbum com as canções que ela havia lançado no ano de 2011 ("Você Já Deveria Saber" e "Odeio").
Em 2012, Manu anuncia via twitter que já tinha começado as gravações do seu segundo álbum de inéditas e que o primeiro single já estava cotado. Em Setembro lança "Conto de Fadas" promocionalmente e anuncia o título do álbum "Clichê Adolescente" que estaria sendo lançado até o fim do primeiro semestre do ano seguinte. 
Em Abril de 2013, Manu Gavassi lança finalmente a faixa-título do álbum em estúdio.

## Sobre a música
A música fala sobre as primeiras impressões em que a interprete tem ao conhecer uma pessoa antes de iniciar o relacionamento. A cantora afirmou no faixa a faixa do álbum, que a música tinha uma pegada mais calma (encontrada no álbum como versão acústica) e não Folk como está presente no álbum.

## Vídeo musical
O vídeo foi lançado 29 de Maio de 2013 no canal do estúdio Midas Music.
O vídeo foi gravado por Renata Chebel e Tomaz Viola em Abril de 2013 em um sítio, no interior de São Paulo, que pertence a avó de Manu Gavassi, o vídeo mostra ela com homens fantasiados de unicórnios tocando a canção. Algumas cenas mostram Gavassi tocando a música em um violão Gibson em cima de uma pedra.

## Desempenho nas tabelas musicas
| Tabela musical (2013)   | Melhor posição |
| ----------------------- | -------------- |
| Brasil - Brasil Hot 100 | 26             |